# Resende (Paredes de Coura)
Resende é uma povoação portuguesa do Município de Paredes de Coura que foi sede da extinta Freguesia de Resende, freguesia que tinha 2,85 km² de área e 518 habitantes (2011), e, por isso, uma densidade populacional de 181,8 h/km².
A Freguesia de Resende foi extinta (agregada) pela reorganização administrativa de 2012/2013, tendo o seu território sido agregado ao da Freguesia de Paredes de Coura para criar a União das Freguesias de Paredes de Coura e Resende.

## População
| População da freguesia de Resende | População da freguesia de Resende | População da freguesia de Resende | População da freguesia de Resende | População da freguesia de Resende | População da freguesia de Resende | População da freguesia de Resende | População da freguesia de Resende | População da freguesia de Resende | População da freguesia de Resende | População da freguesia de Resende | População da freguesia de Resende | População da freguesia de Resende | População da freguesia de Resende | População da freguesia de Resende |
| --------------------------------- | --------------------------------- | --------------------------------- | --------------------------------- | --------------------------------- | --------------------------------- | --------------------------------- | --------------------------------- | --------------------------------- | --------------------------------- | --------------------------------- | --------------------------------- | --------------------------------- | --------------------------------- | --------------------------------- |
| 1864                              | 1878                              | 1890                              | 1900                              | 1911                              | 1920                              | 1930                              | 1940                              | 1950                              | 1960                              | 1970                              | 1981                              | 1991                              | 2001                              | 2011                              |
| 311                               | 369                               | 364                               | 389                               | 420                               | 448                               | 512                               | 546                               | 613                               | 576                               | 501                               | 504                               | 542                               | 530                               | 518                               |

| Distribuição da População por Grupos Etários | Distribuição da População por Grupos Etários | Distribuição da População por Grupos Etários | Distribuição da População por Grupos Etários | Distribuição da População por Grupos Etários | Distribuição da População por Grupos Etários | Distribuição da População por Grupos Etários | Distribuição da População por Grupos Etários | Distribuição da População por Grupos Etários | Distribuição da População por Grupos Etários |
| -------------------------------------------- | -------------------------------------------- | -------------------------------------------- | -------------------------------------------- | -------------------------------------------- | -------------------------------------------- | -------------------------------------------- | -------------------------------------------- | -------------------------------------------- | -------------------------------------------- |
| Ano                                          | 0-14 Anos                                    | 15-24 Anos                                   | 25-64 Anos                                   | > 65 Anos                                    |                                              | 0-14 Anos                                    | 15-24 Anos                                   | 25-64 Anos                                   | > 65 Anos                                    |
| 2001                                         | 79                                           | 72                                           | 284                                          | 95                                           |                                              | 14,9%                                        | 13,6%                                        | 53,6%                                        | 17,9%                                        |
| 2011                                         | 81                                           | 58                                           | 262                                          | 117                                          |                                              | 15,6%                                        | 11,2%                                        | 50,6%                                        | 22,6%                                        |